# Paula T. Hammond
Paula Therese Hammond est née le 3 septembre 1963 à Détroit aux États-Unis, est une professeur de l'Institut (en), et vice-rectrice du corps professoral  au Massachusetts Institute of Technology (MIT).
En 2015, elle est devenue la première femme et personne de couleur nommée à la tête du département de génie chimique. Son laboratoire conçoit des polymères et des nanoparticules pour Livraison de médicaments (en) et des applications liées à l'énergie, notamment les batteries et les piles à combustible.
Hammond a reçu de nombreux prix et est membre de la National Academy of Medicine en 2016, de la National Academy of Engineering en 2017, « pour ses contributions à l'auto-assemblage de polyélectrolytes, de colloïdes et de copolymères séquencés sur des surfaces et des interfaces pour des applications énergétiques et médicales »), de la National Academy of Sciences en 2019, et de l'Académie nationale des inventeurs (en) en 2021.
Elle est membre du corps professoral intramuros de l'Institut Koch pour la recherche intégrative sur le cancer (en) et rédactrice associée de l'ACS Nano,.

## Biographie et etudes
Hammond est née en 1963 à Détroit, Michigan, sous le nom de Paula Therese Goodwin de parents Jesse Francis et Della Mae Goodwin (née McGraw). Son père est titulaire d'un doctorat en biochimie et sa mère d'une maîtrise en soins infirmiers.
Goodwin a obtenu son diplôme un an avant la date prévue à l'Académie du Sacré-Cœur (en) à Bloomfield, Michigan en 1980. Après avoir obtenu son diplôme, Goodwin a poursuivi ses études et obtenu un baccalauréat en génie chimique du Massachusetts Institute of Technology (MIT) en 1984. Elle a ensuite travaillé pour Motorola pendant deux ans en tant qu'ingénierie des procédés (en), en packaging de circuits intégrés,. Elle est retournée au monde universitaire et a obtenu une maîtrise en génie chimique du Georgia Institute of Technology en 1988, tout en travaillant à l'Institut de recherche technologique de Géorgie (en) en tant qu'ingénieur de recherche. La thèse de maîtrise de Hammond portait sur les élastomères conducteurs pour les capteurs tactiles robotiques.
En 1988, elle est retournée au MIT pour obtenir un doctorat en génie chimique. Au MIT, elle a travaillé sous la supervision de Michael Rubner (en), où sa thèse de doctorat portait sur la synthèse de polymères aux propriétés Luminescence mécanochromique (en). Après avoir terminé son doctorat en 1993, Hammond a poursuivi des recherches postdoctorales avec George M. Whitesides au département de chimie de l'Université Harvard grâce à une bourse postdoctorale NSF.

## Recherche et carrière
En 1995, Hammond a été nommé professeur adjoint au Massachusetts Institute of Technology. Les recherches de Hammond se concentrent sur la compréhension de la manière dont les interactions secondaires guident l'assemblage des matériaux sur les surfaces et en solution pour concevoir des polymères et des nanoparticules destinés à des applications dans l'administration de médicaments, la cicatrisation des plaies et les piles à combustible et à énergie ,. Ses travaux portent sur l'assemblage Couche par couche (en) (LbL), qui génère des films minces de molécules chargées alternativement positivement et négativement pour des applications biomédicales. De plus, son laboratoire utilise des supports de nanoparticules pour l'administration ciblée de médicaments, de gènes et d'ARNsi pour le traitement du cancer, ainsi que des polypeptides artificiels et des acides nucléiques polymères pour interagir avec la biologie et construire de nouveaux systèmes de médicaments.

### Applications médicales
Hammond a développé des « polymères furtifs » pour dissimuler les agents chimiothérapeutiques contre le cancer dans des nanoparticules afin de mieux pénétrer dans les tumeurs. Elle développe également des approches pour transporter l’ARN dans les cellules afin d’augmenter, ou de diminuer sélectivement l’expression de gènes spécifiques.
Hammond a cofondé l'Institute for Soldier Nanotechnologies (ISN) du MIT, un partenariat entre le MIT, l'armée et des partenaires industriels pour développer une nanotechnologie qui améliore la « protection et la capacité de survie » des soldats,. Grâce à l'ISN, Hammond a conçu un spray qui augmente le taux de coagulation du sang pour prévenir la perte de sang.
Hammond a développé la technologie LayerForm™️ pour créer des films d'administration de médicaments avec des couches alternées de médicaments et de polymères. En 2013, elle a cofondé une société de biotechnologie, LayerBio Inc. pour commercialiser LayerForm™️ pour des applications de médecine régénérative dans le glaucome, la cicatrisation des plaies et la réparation des tendons,.
Hammond est membre de plusieurs conseils consultatifs scientifiques, notamment Moderna Therapeutics, Inc. et Camden Partners LLC. Elle est également membre du conseil d'administration d'Alector, une société de biotechnologie axée sur l'immuno-neurologie, ainsi que de Focal Medical et de Senda Biosciences. De plus, Hammond siège au conseil d'administration d'organismes à but non lucratif tels que MIT Engine et le  Fonds de bien-être Burroughs (en),.

### Énergie et piles à combustible
Hammond travaille également sur le développement de polymères destinés à être utilisés dans les batteries, les films minces de microtubules de carbone pour des applications dans les batteries, les cellules solaires et les piles à combustible . Elle a présenté des recherches sur les batteries à base de virus à Barack Obama en 2009.

## Honneurs et reconnaissances
Hammond a reçu de nombreux honneurs et récompenses tout au long de sa carrière. En tant qu'étudiante diplômée en 1992, elle a reçu une bourse de thèse de la Fondation Ford de la National Academy of Sciences. Son postdoctorat a été soutenu par une bourse postdoctorale NSF en chimie, attribuée en 1994. Depuis qu'il a rejoint la faculté du MIT, Hammond a accumulé de nombreux éloges, avec des points forts en début de carrière, notamment un prix de recherche en début de carrière de l'Agence de protection de l'environnement en 1996 et un Prix CARRIÈRE de la National Science Foundation (en) pour les jeunes chercheurs en 1997. En 2013, Hammond était l'une des trois femmes afro-américaines à être élues à l'Académie américaine des arts et des sciences. Elle a été élue à l'Académie nationale de médecine et à l'Académie nationale d'ingénierie en succession rapide en 2016 et 2017, respectivement, à l'Académie nationale des sciences en 2019, et enfin à l' Académie nationale des investisseurs (en) en 2021.
En 2021, Hammond a également été sélectionné pour être membre du Conseil consultatif du président sur la science et la technologie (PCAST) sous la présidence de Biden. En 2024, Hammond a reçu la médaille Benjamin Franklin en chimie pour avoir développé une approche innovante visant à créer de nouveaux matériaux une couche moléculaire à la fois et à appliquer ces matériaux à des domaines allant de l'administration de médicaments au stockage d'énergie. En 2025, Hammond a reçu la Médaille nationale de la technologie et de l'innovation .